# 瓦沙罗什贝茨
瓦沙罗什贝茨，是匈牙利巴兰尼亚州所辖的一个村。总面积24.64平方公里，总人口180，人口密度7.3人/平方公里（2011年1月1日）。